# Anusvāra
Anusvāra (IAST ; devanāgarī : अनुस्वार) est en grammaire du sanskrit un phonème de nasalisation qui s'écrit en devanāgarī par un point bindu se plaçant au-dessus d'une syllabe. 
En translittération, on le note par -ṃ-, comme dans संज्ञा saṃjñā.